# Haugsholmen fyr
Haugsholmen fyr ist ein Leuchtfeuer an der westnorwegischen Küste in der Gemeinde Sande im Fylke Møre og Romsdal. Das Leuchtfeuer steht auf der kleinen Insel Flekøy an der Einfahrt zum Vanylvsfjord zwischen der Halbinsel Stadlandet und der Insel Kvamsøy.
Das Leuchtfeuer wurde am 11. Oktober 1876 in Betrieb genommen. Es hat elf Sektoren und arbeitet mit der Kennung Oc WRG 6s. 1980 wurde es auf automatischen Betrieb umgestellt und ist seither nicht mehr mit Personal besetzt.
Die Gebäude außer dem Leuchtturm wurden 2006 an die Kommune Sande und der Leuchtturm selbst 2017 an die „Foreininga for Frekøy fyrstasjon“ verkauft.
Haugsholmen fyr liegt in einem Naturschutzgebiet.